# 横山菁児
横山 菁児（よこやま せいじ、1935年3月17日 - 2017年7月8日）は、日本の作曲家、編曲家である。広島県広島市出身。

## 来歴・人物
両親とも学校の教員。小学3年生の時に父親の転勤により呉市に転居したため、1945年の原爆被災を免れる。本人は呉から原爆のキノコ雲をもろに見て覚えていると話している。
小学6年生の時に再び父親の転勤により同じ広島県の甲奴郡に転居、甲奴郡には中学3年生の時まで暮らす。ある日に父親の勤務していた上下高等女学校（現・広島県立上下高等学校）で行われた、オペラ歌手の藤原義江と大谷洌子が出演する演奏会を父親と一緒に観に行き、魅了される。これに元々音楽が好きだったこともあって、中学2年生の時の進学指導で先生に「歌手になる」と答えたところ、先生から「音楽をやるなら作曲家にならなきゃだめだ」と言われ、広島音楽高等学校を勧められて同校に創立2期生として入学。ただ本人は、それまでピアノは弾けても自分で五線紙に譜面を書くことは無かったという。高校2年生の時に自ら「もうこの学校で勉強することは無くなった」ということを校長に打ち明けたところ、上京を勧められ、校長から直接父親に許可を取り付けた上で上京、国立音楽高校（現・国立音楽大学附属高等学校）に編入。
高校卒業後、国立音楽大学作曲科入学。映画音楽よりもマスメディア方面での音楽がやりたかったということで、学校の先生などしながらではなく作曲家一本で活動していきたいと思って教職課程は取らなかったという。大学3年生の時に講師として大学に来た作曲家の服部正から、日曜日午前中の服部教室に来るよう誘われたことが縁で服部に師事。大学卒業後、朝日放送のラジオドラマ『娘と私』で服部のアシスタント的な役割で作曲を手掛けた後、その後続作品『娘の四季』で作曲家として本格デビュー。その後1958年、写譜を手伝っていた作曲家の宇野誠一郎の紹介でNHKの作品『神台村騒動記』の作曲を手掛けて自身テレビでの初仕事となり、以後続けてNHKにおいてレギュラーで作曲の仕事を務める。こういった縁から、本人は宇野も「大恩人」だと話している。その後も主にテレビの付随音楽を手がける。本格的シンフォニック・サウンドが持ち味。
2017年7月8日に広島県内の病院で肺炎のため死去。82歳没。

## エピソード
『超力戦隊オーレンジャー』においてサントラの海外オケ収録を行った際、「横山です」と挨拶したところ、女性演者の中に『聖闘士星矢』ファンが多くおり、「ヨコヤマ!!」と喝采が沸いたという。
「スーパー戦隊シリーズ」に関わった音楽担当者のうち、横山のみシリーズの作品の主題歌・挿入歌の両方の楽曲制作に関わっていない。

## 代表作品

### テレビドラマ
- 幕末姉妹（フジテレビ）（1968年）
- ライオン奥様劇場（フジテレビ）
  - 母子舞い（1967年）
  - 女の盛装（1968年）
  - 大奥の女たち（1971年）
  - 乱れ花（1971年）
  - 禁じられた二人（1971年）
  - 慟哭の花（1971年）
  - 続・大奥の女たち（1972年）
  - 男の償い（1972年）
  - 落城の舞い（1972年）
  - 女の坂道（1973年）
  - 母人形（1974年）
  - 徳川の夫人たち（1974年）
  - 夜蝶の舞い（1974年）
  - 春泥尼（1975年）
  - 異母兄弟（1975年）
    - 以上の作品はすべて大森盛太郎との共同名義
- ナショナルゴールデン劇場 七色とんがらし （1976年、NETテレビ）
- 土曜ワイド劇場（テレビ朝日）
  - 再婚旅行殺人事件（1982年）
  - 美談の団地心中（1982年）
  - 危険な斜面（1982年）
  - あずさ3号殺人事件（1983年）
  - 松本清張作家活動40年記念・一年半待て（1991年）
  - 京都・博多殺人事件（1992年）
  - 京都－徳島、平家伝説殺人ツアー（1993年）
  - 旅役者葵長五郎（1995年）
- 宮本武蔵（1990年）
- お江戸捕物日記 照姫七変化（1990年）
- 四匹の用心棒（1990年、テレビ朝日 / 東映）
- 大逆襲! 四匹の用心棒
- 艶姿!照姫七変化（1991年）
- 桃太郎侍スペシャル（1992年 - 1994年、テレビ朝日 / 東映）
- 四匹の用心棒 (4) かかし半兵衛ひとり旅（1992年、テレビ朝日 / 東映）
- 四匹の用心棒 (5) かかし半兵衛無頼旅（1993年、テレビ朝日 / 東映）
- 大忠臣蔵（1994年）
- 織田信長（1994年）
- 父子鷹（1994年）
- 名奉行 遠山の金さん 第7シリーズ（1995年 - 1996年）
- 江戸の用心棒II（1995年 - 1996年）
- 徳川の女（1997年）
- 赤穂浪士（1999年）
- 西村京太郎トラベルミステリー（第2作、第3作）

### 特撮
- 魔神バンダー(大森盛太郎との共同名義)
- メガロマン
- 恐竜戦隊コセイドン
- 超人機メタルダー
- 特警ウインスペクター
- 超力戦隊オーレンジャー

### アニメーション
- リボンの騎士（指揮のみ）
- 昆虫物語 新みなしごハッチ
- 超合体魔術ロボ ギンガイザー
- 宇宙海賊キャプテンハーロック[5]
- 少年宮本武蔵 わんぱく二刀流
- 闇の帝王 吸血鬼ドラキュラ
- 機甲艦隊ダイラガーXV
- 剛Q超児イッキマン
- 聖闘士星矢[6]
- まじかる☆タルるートくん
- FUTURE WAR 198X年
- 浮浪雲[7]
- 世界名作童話シリーズ ワ〜ォ!メルヘン王国
- 劇場版 ゲゲゲの鬼太郎 日本爆裂!!
- 三国志
- ザナドゥ〜ドラゴンスレイヤー伝説〜（1988年/OVA）

### ラジオドラマ
- スペースファンタジーエメラルダス（1978年）

### CM
- 片倉工業ハドソン・キヤロン（1959年）
- 武田薬品工業（1959年）
- マスチゲン（1963年）
- ヤクルト（1967年）
- 日立製作所冷蔵庫・クーラー（1967年）
- エメロン石鹸（1967年）
- 東洋紡ダイヤモンド毛布（1967年）
- 三井グループ（1967年）
- 日東あられ新社（1967年）
- 生命保険協会（1967年）
- フジカラ一（1967年）
- 大和みそ（1968年）
- 久保田門扉（1969年）
- マルアイ (食品メーカー)花かつお（1969年）
- 東洋紡ダイヤモンド毛布（1969年）
- 三機工業AMサッシ（1969年）
- 東京ガス
  - バランス型風呂釜（1969年）
  - CM・PR（1970年）
- 小林製薬タムシチンキ（1971年）

### 校歌
- 八幡小学校(広島県三次市)（1956年）
- 灰塚小学校(広島県三次市)（1959年）
- 安田小学校(広島県三次市)（1965年）
- 白金小学校(東京都港区)（1966年）
- 鹿島小学校(東京都八王子市)（1977年）
- 中山小学校(東京都八王子市)（1980年）
- 足柄台中学校(神奈川県南足柄市)（1982年）
- 微妙幼稚園(広島県広島市)（1984年）
- 微妙保育園(広島県広島市)（1986年）
- 能見台南小学校(神奈川県横浜市)（1998年）
- 上下南小学校(広島県府中市)（2002年）
- 近畿大学附属東広島高等学校・中学校(広島県東広島市)（2005年）

### 器楽曲
- 2台のマリンバのための嬉遊曲 (横山菁児)

### その他
- 燃える赤ヘル僕らのカープ
- 昭和町町歌（山梨県中巨摩郡昭和町、1981年）
- アッポしましまグー
- ともしびを高くかかげて（編曲）
- めぐろ・みんなの歌(目黒区歌)（編曲）
- お話でてこい
- よーい、どん（NETテレビ 1972年）（作・編曲）